# Qatar Airways
Qatar Airways (tiếng Ả Rập: القطرية, Hãng hàng không Qatar) là một hãng hàng không có trụ sở tại Doha. Hãng hoạt động theo một hệ thống trục kết nối thủ đô Doha với trên 160 điểm đến quốc tế với hơn 200 máy bay. Trụ sở hãng đặt tại Sân bay quốc tế Hamad (DOH). Đây là một trong những hãng hàng không tăng trưởng nhanh nhất và là một trong năm hãng hàng không được nhận danh hiệu Hãng hàng không 5 sao do Skytrax bầu chọn (cùng với các hãng hàng không khác như  Asiana Airlines, Cathay Pacific, Malaysia Airlines, Singapore Airlines và All Nippon Airways thuộc khu vực Châu Á - Thái Bình Dương
Qatar Airways là thành viên của liên minh Oneworld kể từ tháng 10 năm 2013.

## Lịch sử
Hãng được thành lập ngày 22 tháng 11 năm 1993 và bắt đầu hoạt động vào ngày 20 tháng 1 năm 1994. Ban đầu hãng thuộc sở hữu của các thành viên của hoàng gia Qatar nhưng tháng 4 năm 1997 thì thay đổi vào tháng 4 năm 1997 bằng một đội ngũ quản lý do Akbar Al Baker lãnh đạo (Tổng giám đốc điều hành). Hiện nay hãng này có cơ cấu sở hữu như sau: chính phủ Qatar (50%) các nhà đầu tư tư nhân (50%).
Tập đoàn Qatar Airways bao gồm Qatar Airways, Sân bay quốc tế Hamad và các dịch vụ hàng không kinh doanh của công ty, xử lý mặt đất và các công ty cung cấp dịch vụ ăn uống trên chuyến bay.
Câu lạc bộ Đặc quyền hãng Qatar Airways là một chương trình dành cho khách hàng bay thường xuyên của hãng với tỷ lệ phần thưởng cao nhất thế giới. Qatar Airways là hãng hàng không chính thức cho Thế vận hội châu Á 2006 tổ chức tại Doha, Qatar từ ngày 1-15 tháng 12 năm 2006.
Qatar Airways đã giới thiệu một màu sơn và logo mới (hình ảnh loài linh dương sừng thẳng Ả Rập) cho máy bay của mình năm 2006. Máy bay đầu tiên khoác lên hình ảnh mới này là một chiếc A340-600HGW. Hình ảnh và logo này do Công ty marketing Úc Performa Global thực hiện.
Vào tháng 7 năm 2013, Qatar Airways đã trở thành nhà tài trợ áo chính của FC Barcelona. Tài trợ này kết thúc vào năm 2017.
Vào tháng 5 năm 2017, Qatar Airways đã trở thành đối tác của FIFA và nhà tài trợ chính thức của FIFA World Cup 2018 và 2022.
Vào tháng 4 năm 2018, Qatar Airways đã trở thành nhà tài trợ áo chính của AS Roma.
Vào tháng 7 năm 2018, Qatar Airways đã trở thành nhà tài trợ áo chính của Boca Juniors.
Vào tháng 8 năm 2018, Qatar Airways đã trở thành đối tác uy tín và nhà tài trợ hàng không chính thức cho Đại hội thể thao châu Á 2018.
Qatar Airways có dự định mở một hãng hàng không con tại Ả Rập Saudi (với logo linh dương sừng thẳng Ả Rập màu xanh) xong dự án đã bị hủy hoàn toàn vào năm 2017, một phần do các chính sách cô lập Qatar của thế giới Ả Rập.
Tháng 7 năm 2023, Chính phủ Úc đã chặn kế hoạch mở rộng của Qatar Airways, theo đó hãng hàng không này sẽ tăng gấp đôi các chuyến bay đến Brisbane, Sydney, Perth và Melbourne. Sự can thiệp của chính phủ được hãng hàng không quốc gia Úc và hãng hàng không đối thủ Qantas ủng hộ, họ cho rằng các chuyến bay của Qatar sẽ "làm méo mó thị trường", trong khi chính phủ bác bỏ những lời chỉ trích từ Qatar Airways và các công ty du lịch, tuyên bố rằng việc mở rộng tuyến bay của Qatar Airways là trái với lợi ích quốc gia của Úc.
Tháng 10 năm 2023, Qatar Airways đã công bố hợp tác với Starlink để cung cấp dịch vụ internet tốc độ cao trên chuyến bay.
Tháng 3 năm 2024, Qatar Airways đã công bố Sama 2.0, đánh dấu sự ra mắt của đội ngũ tiếp viên hàng không AI hàng đầu thế giới. Sama 2.0 đại diện cho một nhóm AI tiên tiến thu hút hành khách, tạo ra những trải nghiệm được cá nhân hóa trong suốt hành trình của họ.

## Hoạt động công ty

### Kết quả kinh doanh
Tính đến năm tài chính kết thúc vào ngày 31 tháng 3 năm 2023:
| Năm  | Doanh thu (QAR b) | Thu nhập ròng (QAR b) | Số lượng nhân viên | Sản lượng hành khách (m) | Sản lượng hàng hóa (000 tấn) | Đội bay |
| ---- | ----------------- | --------------------- | ------------------ | ------------------------ | ---------------------------- | ------- |
| 2016 | 35.6              | 1.6                   | 39,369             | 35.6                     | 954                          | 190     |
| 2017 | 39.3              | 1.9                   | 43,113             | 32.0                     | 1,153                        | 215     |
| 2018 | 42.2              | −0.25                 | 45,633             | 29.1                     | 1,359                        | 233     |
| 2019 | 48.1              | −2.3                  | 46,685             | 29.4                     | 1,452                        | 250     |
| 2020 | 51.1              | −7.0                  | 50,110             | 32.3                     | 1,493                        | 258     |
| 2021 | 29.3              | −14.8                 | 36,707             | 5.8                      | 2,727                        | 250     |
| 2022 | 52.3              | 5.6                   | 41,026             | 18.5                     | 3,000                        | 257     |
| 2023 | 76.2              | 4.4                   | 48,475             | 31.7                     | 2,694                        | 265     |

### Nhân vật chủ chốt
Tính đến tháng 11 năm 2023, Tổng giám đốc điều hành của Qatar Airways là Badr Mohammed Al-Meer. Al-Meer kế nhiệm Tổng giám đốc điều hành lâu năm Akbar Al Baker, người đã từ chức vào ngày 5 tháng 11 năm 2023. Al Baker giữ chức Tổng giám đốc điều hành của Qatar Airways từ tháng 11 năm 1996 đến tháng 11 năm 2023.

## Các điểm đến
Qatar Airways đã cung cấp chuyến bay thẳng từ Doha đến hơn 160 điểm đến trên toàn cầu. Ngày 19/12/2018, Qatar Airways cung cấp đường bay thẳng từ Doha đến Đà Nẵng (Việt Nam). Đà Nẵng là điểm đến thẳng thứ 3 tại Việt Nam sau Hà Nội và Thành phố Hồ Chí Minh, hãng sử dụng máy bay mới nhất Boeing 787 Dreamliner cho đường bay này.
Kể từ tháng 6 năm 2017, tất cả các chuyến bay của Qatar Airways đều bị cấm đến các sân bay của UAE, Ả Rập Saudi, Bahrain, Yemen, Syria, Lybia và Ai Cập do cuộc khủng hoảng ngoại giao năm 2017, khi Ả Rập Saudi tuyên bố cô lập Qatar. Tất cả các hãng hàng không từ các quốc gia này cũng bị cấm đến các sân bay của Qatar.

### Châu Phi

#### Đông Phi
- Kenya
  - Nairobi (Sân bay quốc tế Jomo Kenyatta)
  - Kilimanjaro (Kenya)
- Seychelles
  - Mahé (Sân bay quốc tế Seychelles)
- Tanzania
  - Dar es Salaam (Sân bay quốc tế Mwalimu J.K. Nyerere)
  - Zanzibar (Tanzania)
- Djibouti (Djibouti)
- Ethiopia
  - Addis Ababa (Ethiopia).

#### Bắc Phi
- Algérie
  - Algiers (Sân bay Houari Boumediene)
  - Oran (Sân bay quốc tế Oran Es Sénia) [Năm 2008]
- Maroc
  - Casablanca (Sân bay quốc tế Mohammed V)
- Sudan
  - Khartoum (Sân bay quốc tế Khartoum)
- Tunisia
  - Tunis (Sân bay quốc tế Tunis-Carthage)

#### Nam Phi
- Angola (Sân bay Quatro de Fevereiro)
- Maputo (Mozambique)
- Windhoek (Namibia)
- Cộng hòa Nam Phi
  - Cape Town (Sân bay quốc tế Cape Town)
  - Johannesburg (Sân bay quốc tế OR Tambo)
  - Durban (South Africa)

#### Tây Phi
- Kigali (Rwanda)
- Uganda
  - Kampala (Uganda)
  - Entebbe (Uganda)
- Nigeria
  - Lagos (Sân bay quốc tế Murtala Mohammed)

### Châu Á

#### Đông Á
- Trung Quốc
  - Bắc Kinh (Sân bay quốc tế Bắc Kinh)
  - Quảng Châu (Sân bay quốc tế Bạch Vân)
  - Hồng Kông (Sân bay quốc tế Hong Kong)
  - Thượng Hải (Sân bay quốc tế Phố Đông)
- Nhật Bản
  - Osaka (Sân bay quốc tế Kansai)
  - Tokyo-Haneda (Sân bay Haneda)
- Hàn Quốc
  - Seoul (Sân bay quốc tế Incheon)

#### Nam Á
- Bangladesh
  - Dhaka (Sân bay quốc tế Zia)
- Ấn Độ
  - Ahmedabad (Sân bay quốc tế Ahmedabad)
  - Bangalore (Sân bay quốc tế HAL) Hàng hóa
  - Chennai (Sân bay quốc tế Chennai)
  - Delhi (Sân bay quốc tế Indira Gandhi)
  - Hyderabad (Sân bay quốc tế Rajiv Gandhi)
  - Kochi (Sân bay quốc tế Cochin)
  - Kozhikode (từ 15.06.08)
  - Mumbai (Sân bay quốc tế Chatrapati Shivaji)
  - Nagpur (Sân bay quốc tế Nagpur)
  - Trivandrum (Sân bay quốc tế Trivandrum)
- Maldives
  - Malé (Sân bay quốc tế Male)
- Nepal
  - Kathmandu (Sân bay quốc tế Tribhuvan)
- Pakistan
  - Islamabad (Sân bay quốc tế Islamabad)
  - Karachi (Sân bay quốc tế Jinnah)
  - Lahore (Sân bay quốc tế Allama Iqbal)
  - Peshawar (Sân bay quốc tế Peshawar)
- Sri Lanka
  - Colombo (Sân bay quốc tế Bandaranaike)

#### Đông Nam Á
- Campuchia (Sân bay quốc tế Phnom Penh)
- Indonesia
  - Denpasar (Sân bay quốc tế Ngurah Rai)
  - Jakarta (Sân bay quốc tế Soekarno-Hatta)
  - Bali(Sân bay quốc tế Ngurah Rai)
- Malaysia
  - Johor Bahru (Sân bay quốc tế Senai)
  - Kuala Lumpur (Sân bay quốc tế Kuala Lumpur)
  - Penang (Sân bay quốc tế Penang)
- Myanmar (Sân bay quốc tế Yangon)
- Philippines
  - Cebu (Sân bay quốc tế Mactan-Cebu)
  - Manila (Sân bay quốc tế Ninoy Aquino)
- Singapore
  - Singapore (Sân bay quốc tế Changi Singapore)
- Thái Lan
  - Chiang Mai (Sân bay quốc tế Chiang Mai)
  - Bangkok (Sân bay quốc tế Suvarnabhumi)
  - Phuket (Sân bay quốc tế Phuket)
- Việt Nam
  - Hà Nội (Sân bay quốc tế Nội Bài)
  - Đà Nẵng (Sân bay quốc tế Đà Nẵng)
  - Thành phố Hồ Chí Minh (Sân bay quốc tế Tân Sơn Nhất)

#### Tây Nam Á
- Armenia (Sân bay quốc tế Zvartnots)
- Bahrain (Sân bay quốc tế Bahrain)
- Đảo Síp (Nicosia)
- Iran
  - Mashad (Sân bay quốc tế Mashhad)
  - Tehran (Sân bay quốc tế Imam Khomeini)
- Kuwait
  - Kuwait (Sân bay quốc tế Kuwait)
- Liban
  - Beirut (Sân bay quốc tế Rafic Hariri)
- Oman
  - Muscat (Sân bay quốc tế Seeb)
- Qatar
  - Doha (Sân bay quốc tế Doha) Trụ sở chính

### Châu Đại Dương
- New Zealand (Sân bay Auckland)
- Australia
  - Adelaide (Sân bay quốc tế Adelaide)
  - Melbourne (Sân bay Melbourne)
  - Perth (Sân bay Perth)
  - Sydney (Sân bay Sydney)

### Châu Âu
- Anh
  - Luân Đôn
    - (Sân bay quốc tế London Gatwick)
    - (Sân bay London Heathrow)

  - Manchester (Sân bay quốc tế Manchester)
- Áo
  - Viên (Sân bay quốc tế Viên)
- Đức
  - Berlin (Sân bay quốc tế Tegel)
  - Frankfurt (Sân bay quốc tế Frankfurt)
  - Munich (Sân bay quốc tế Munich)
- Hà Lan
  - Amsterdam (Sân bay quốc tế Amsterdam Schiphol) Hàng hóa
- Hy Lạp
  - Athens (Sân bay quốc tế Athens)
- Nga
  - Moskva (Sân bay quốc tế Domodedovo)
- Pháp
  - Paris (Sân bay quốc tế Charles de Gaulle)
- Tây Ban Nha
  - Madrid (Sân bay quốc tế Madrid Barajas)
- Ireland (Dublin)
- Ukrania (Kiev)
- Rumania (Bucharest)
- Na Uy (Oslo)
- Phần Lan (Helsinki)
- Đan Mạch (Copenhagen)
- Bỉ (Sân bay Bruxelles; Sân bay Liège)
- Cộng hòa Séc (Praha)
- Macedonia (Skopje)
- Serbia (Beograd)
- Hungary (Budapest)
- Croatia (Zagreb)
- Slovenia (Ljubljana)
- Albania (Tirana)
- Ba Lan (Warszawa)
- Bosna và Hercegovina (Sarajevo)
- Slovakia (Bratislava)
- Thổ Nhĩ Kỳ
  - Istanbul (Sân bay quốc tế Atatürk)
- Thuỵ Điển
  - Stockholm (Sân bay quốc tế Stockholm-Arlanda)
- Thụy Sĩ
  - Geneva (Sân bay quốc tế Geneva Cointrin)
  - Zürich (Sân bay quốc tế Zürich)
- Scotland (Edinburg Airport)
- Ý
  - Milan (Sân bay quốc tế Malpensa)
  - Roma (Sân bay quốc tế Leonardo Da Vincirport)

### Châu Mỹ
- Mỹ
  - Houston (Sân bay quốc tế George Bush)
  - New York (Sân bay quốc tế John F. Kennedy)
  - Washington, D.C. (Sân bay quốc tế Washington Dulles)
- Canada (Toronto)
- Brazil (Sao Paolo)
- Chile (Santiago de Chile)
- Argentina (Sân bay quốc tế Ministro Pistarini)

## Thỏa thuận liên danh
Qatar Airlines có thỏa thuận liên danh với các hãng hàng không và hệ thống đào tạo sau:
- Aer Lingus
- Air Botswana
- Air Canada
- Air Malta
- Air Serbia
- Alaska Airlines
- American Airlines
- Asiana Airlines
- Azerbaijan Airlines
- Bangkok Airways
- British Airways
- Bulgaria Air
- Cathay Pacific
- China Southern Airlines
- Deutsche Bahn (Đường sắt)
- Finnair
- Garuda Indonesia
- Gol Transportes Aéreos
- Iberia
- IndiGo
- Japan Airlines
- jetBlue
- LATAM Airlines
- Malaysia Airlines
- Middle East Airlines
- Oman Air
- Royal Air Maroc
- Royal Jordanian
- RwandAir
- S7 Airlines
- SUN-AIR
- SNCF (Đường sắt)
- SriLankan Airlines
- Virgin Australia
- Vueling
- XiamenAir

## Đội bay
Độ tuổi trung bình đội bay tính đến tháng 1 năm 2025 là 9.7 năm.
Tính đến tháng 1 năm 2025:
| Máy bay                     | Đang hoạt động | Đặt hàng | Hành khách | Hành khách | Hành khách | Hành khách | Ghi chú |
| Máy bay                     | Đang hoạt động | Đặt hàng | F          | B          | Y          | Tổng       | Ghi chú |
| --------------------------- | -------------- | -------- | ---------- | ---------- | ---------- | ---------- | --- |
| Airbus A320-200             | 28             | —        | —          | 12         | 120        | 132        | Dừng khai thác và thay thế bởi Airbus A321neo. |
| Airbus A320-200             | 28             | —        | —          | 12         | 132        | 144        | Dừng khai thác và thay thế bởi Airbus A321neo. |
| Airbus A321neo              | —              | 50       | TBA        | TBA        | TBA        | TBA        | Giao hàng từ năm 2026. Thay thế Airbus A320-200. |
| Airbus A330-200             | 3              | —        | —          | 24         | 236        | 260        | |
| Airbus A330-300             | 7              | —        | —          | 30         | 275        | 305        | |
| Airbus A350-900             | 34             | —        | —          | 36         | 247        | 283        | Ra mắt khách hàng. Hãng hàng không khai thác nhiều máy bay A350-1000 nhất. |
| Airbus A350-1000            | 24             | 18       | —          | 46         | 281        | 327        | Ra mắt khách hàng. Hãng hàng không khai thác nhiều máy bay A350-1000 nhất. |
| Airbus A350-1000            | 24             | 18       | —          | 24         | 371        | 395        | Ra mắt khách hàng. Hãng hàng không khai thác nhiều máy bay A350-1000 nhất. |
| Airbus A380-800             | 8              | —        | 8          | 48         | 461        | 517        | Dừng khai thác từ năm 2025 |
| Boeing 737 MAX 8            | 9              | —        | —          | 8          | 168        | 176        | |
| Boeing 737 MAX 10           | —              | 25       | TBA        | TBA        | TBA        | TBA        | Đặt hàng với 25 tùy chọn. |
| Boeing 777-200LR            | 7              | —        | —          | 42         | 230        | 272        | |
| Boeing 777-200LR            | 7              | —        | —          | 42         | 234        | 276        | |
| Boeing 777-300ER            | 57             | —        | —          | 42         | 312        | 354        | |
| Boeing 777-300ER            | 57             | —        | —          | 42         | 316        | 358        | |
| Boeing 777-300ER            | 57             | —        | —          | 24         | 388        | 412        | |
| Boeing 777-300ER            | 57             | —        | —          | 37         | 302        | 339        | 3 máy bay đã qua sử dụng được mua từ Virgin Australia. |
| Boeing 777-300ER            | 57             | —        | 6          | 53         | 237        | 296        | 6 máy bay đã qua sử dụng được mua từ Cathay Pacific. Một số có ghế hạng Phổ thông đặc biệt nhưng được bán dưới dạng hạng Phổ thông (chỉ áp dụng cho máy bay mua từ Cathay Pacific). |
| Boeing 777-9                | —              | 60       | TBA        | TBA        | TBA        | TBA        | Đặt hàng với 50 tùy chọn. Giao hàng từ năm 2025 |
| Boeing 787-8                | 30             | —        | —          | 22         | 232        | 254        | |
| Boeing 787-9                | 19             | 11       | —          | 30         | 281        | 311        | |
| Đội bay Qatar Airways Cargo |                |          |            |            |            |            | |
| Boeing 777F                 | 28             | —        | Cargo      | Cargo      | Cargo      | Cargo      | |
| Boeing 777-8F               | —              | 34       | Cargo      | Cargo      | Cargo      | Cargo      | Đặt hàng với 16 tùy chọn. Giao hàng từ năm 2027. |
| Tổng cộng                   | 254            | 198      |            |            |            |            | |

### Hình ảnh

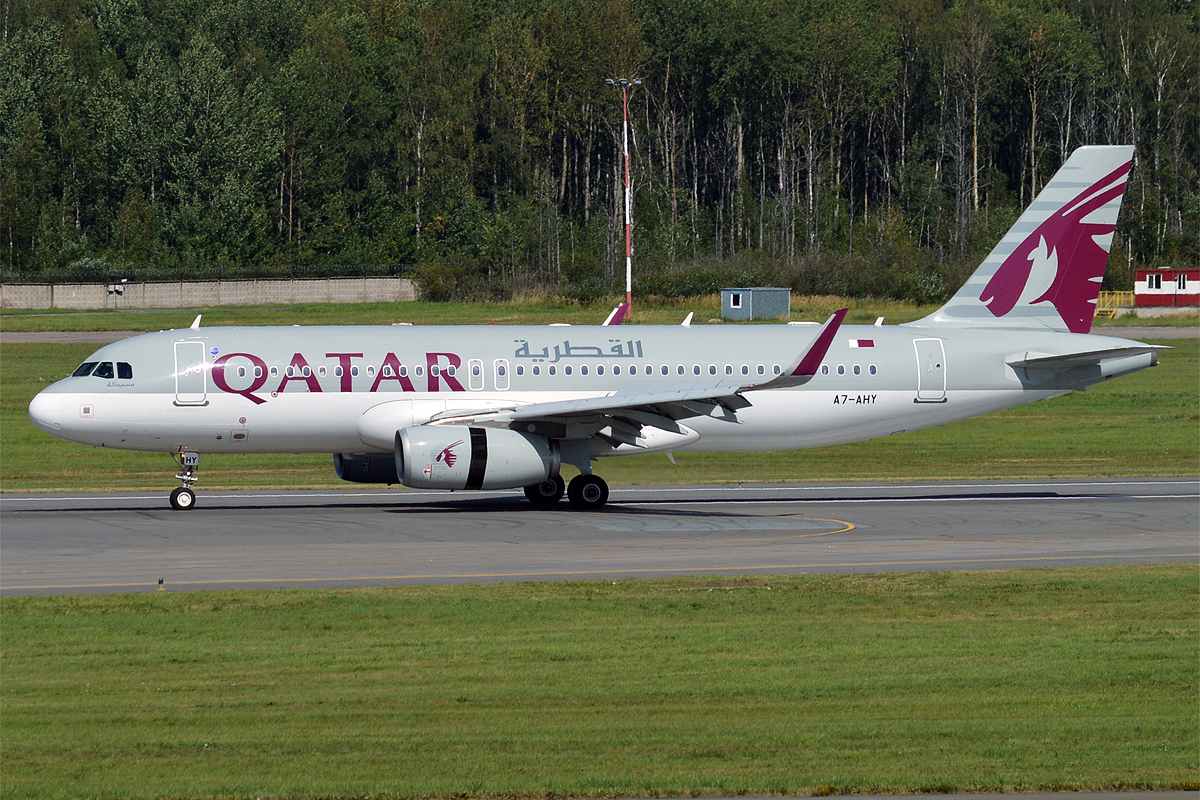
Airbus A320-200
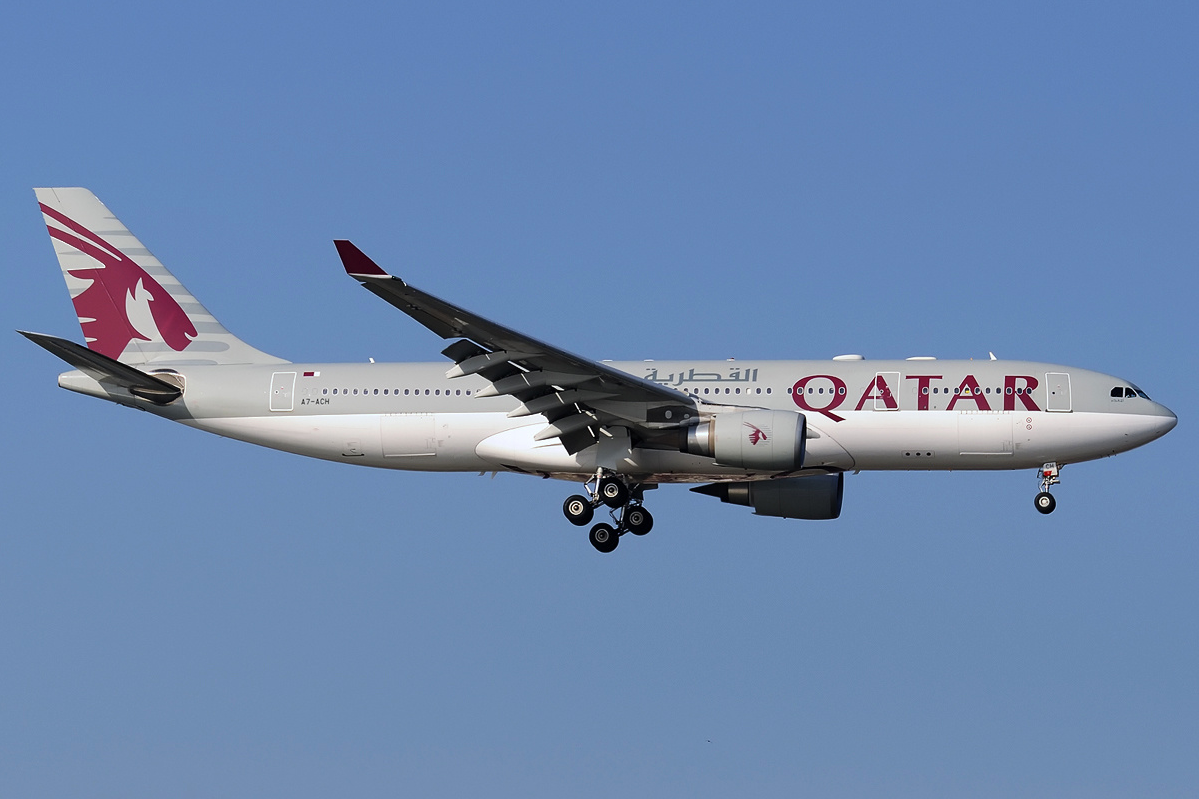
Airbus A330-200
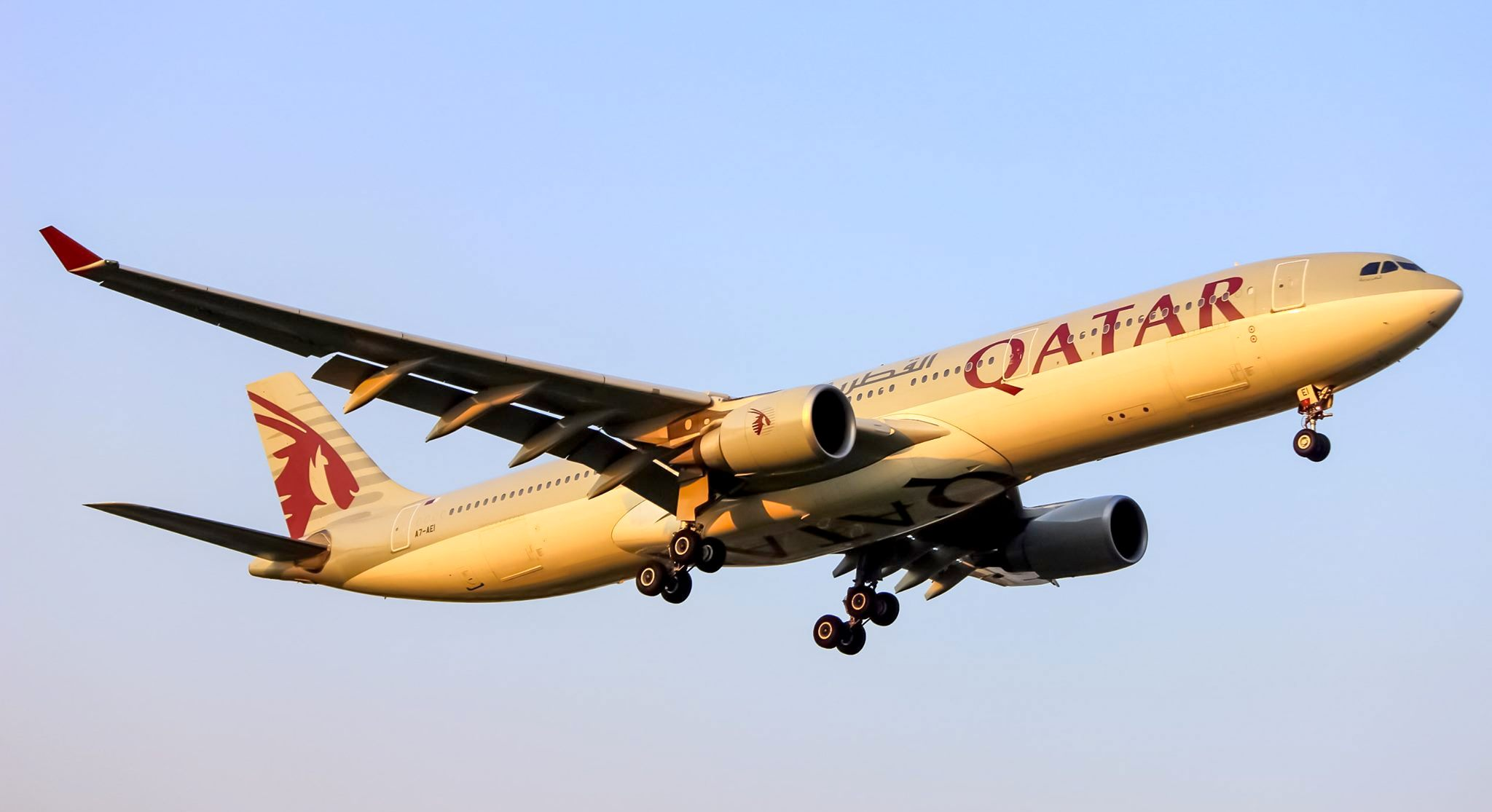
Airbus A330-300
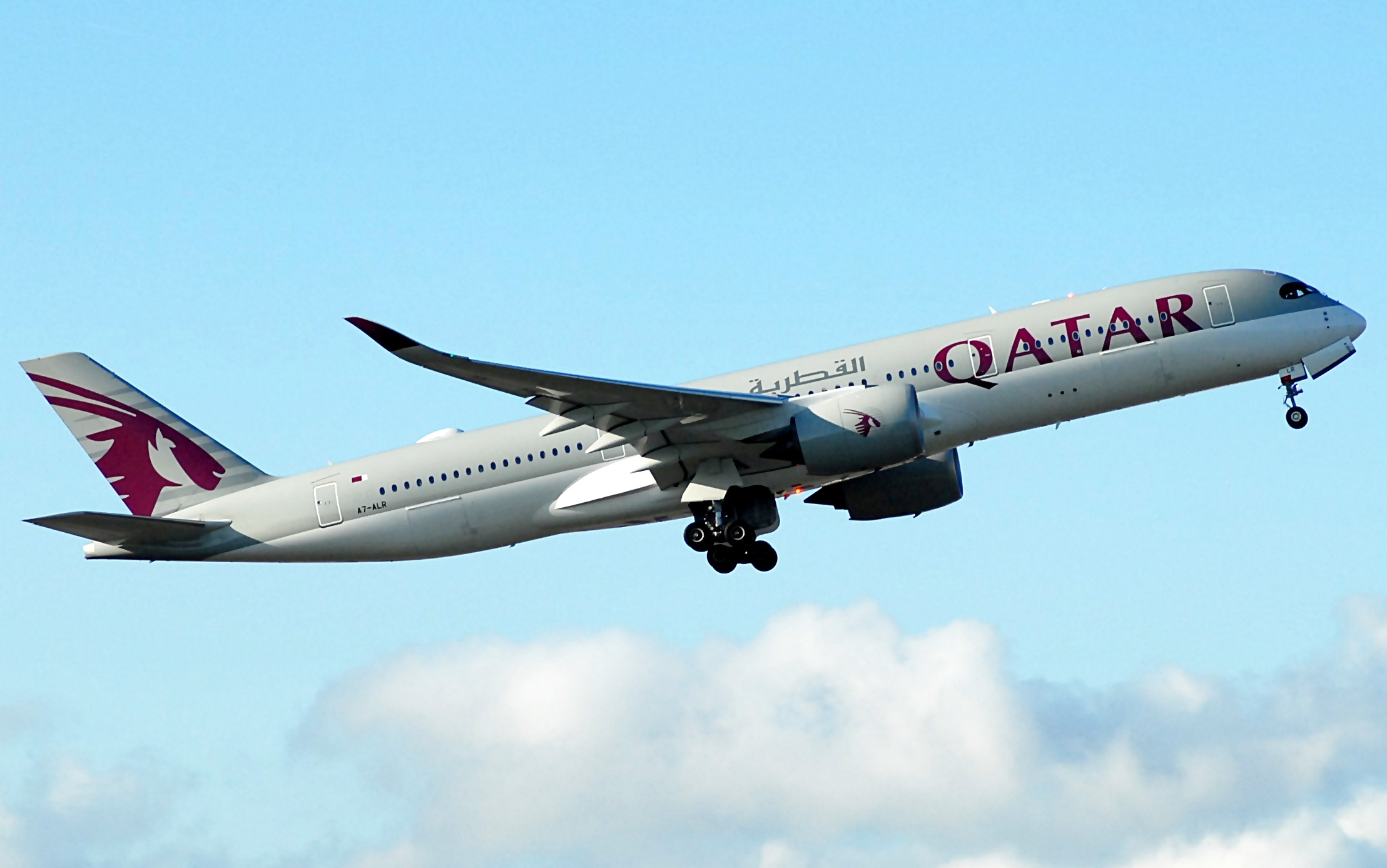
Airbus A350-900
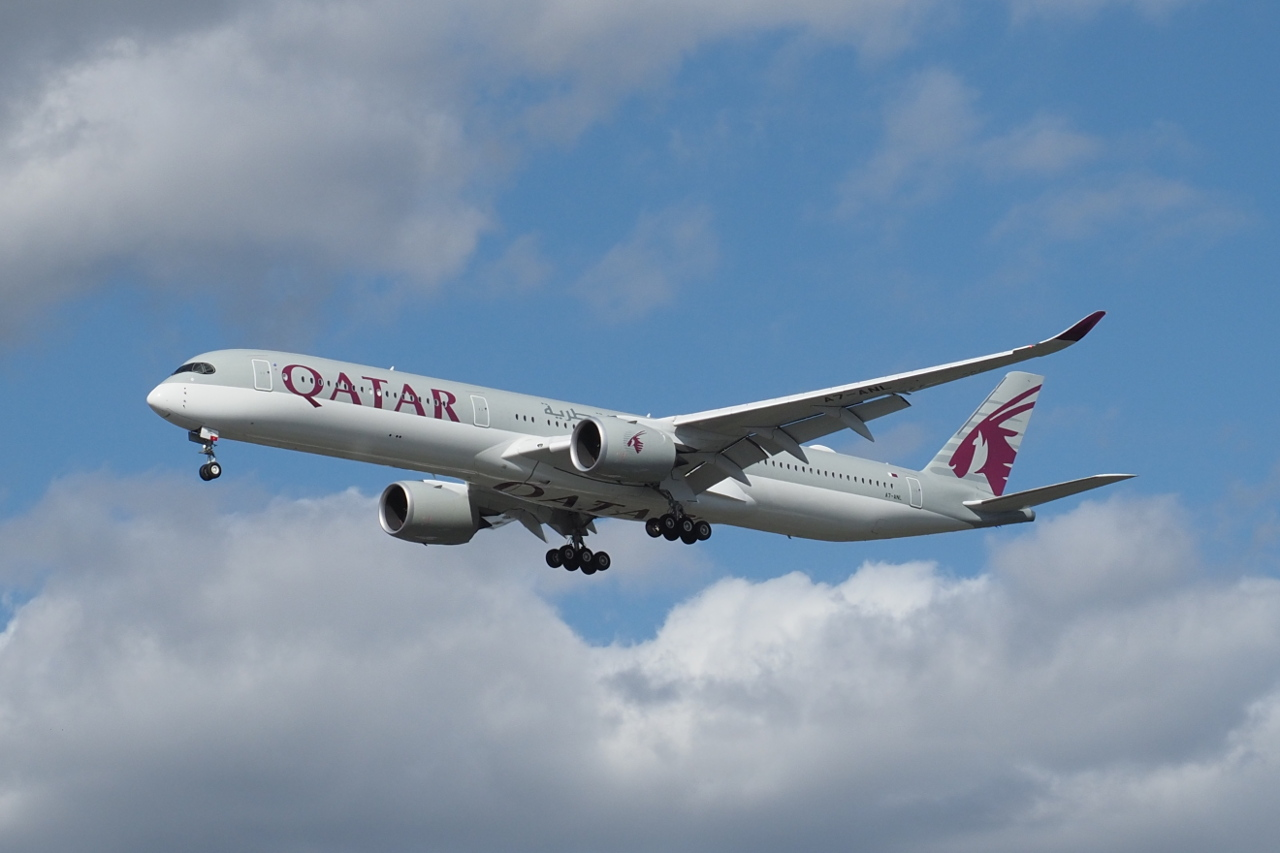
Airbus A350-1000
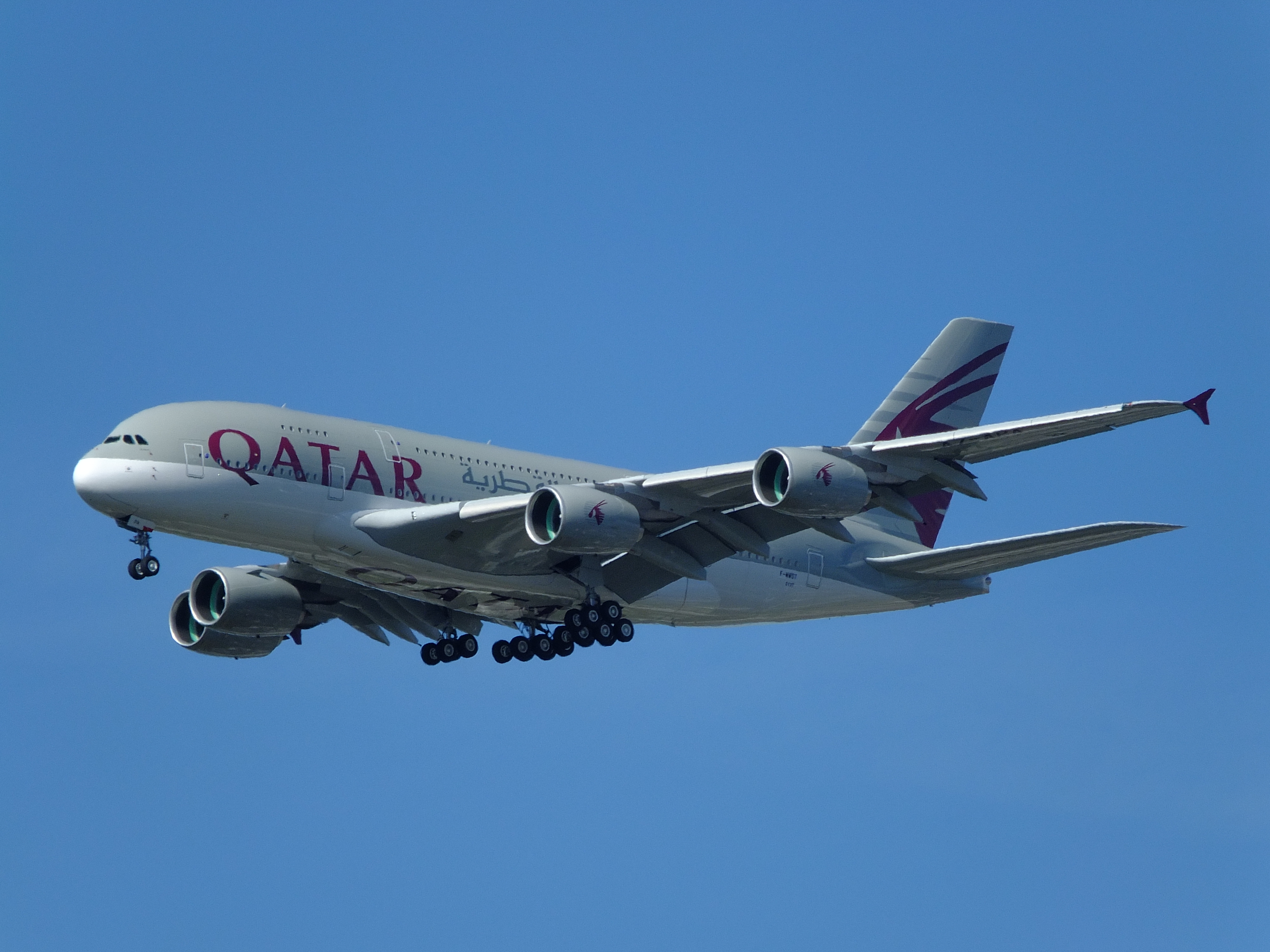
Airbus A380-800
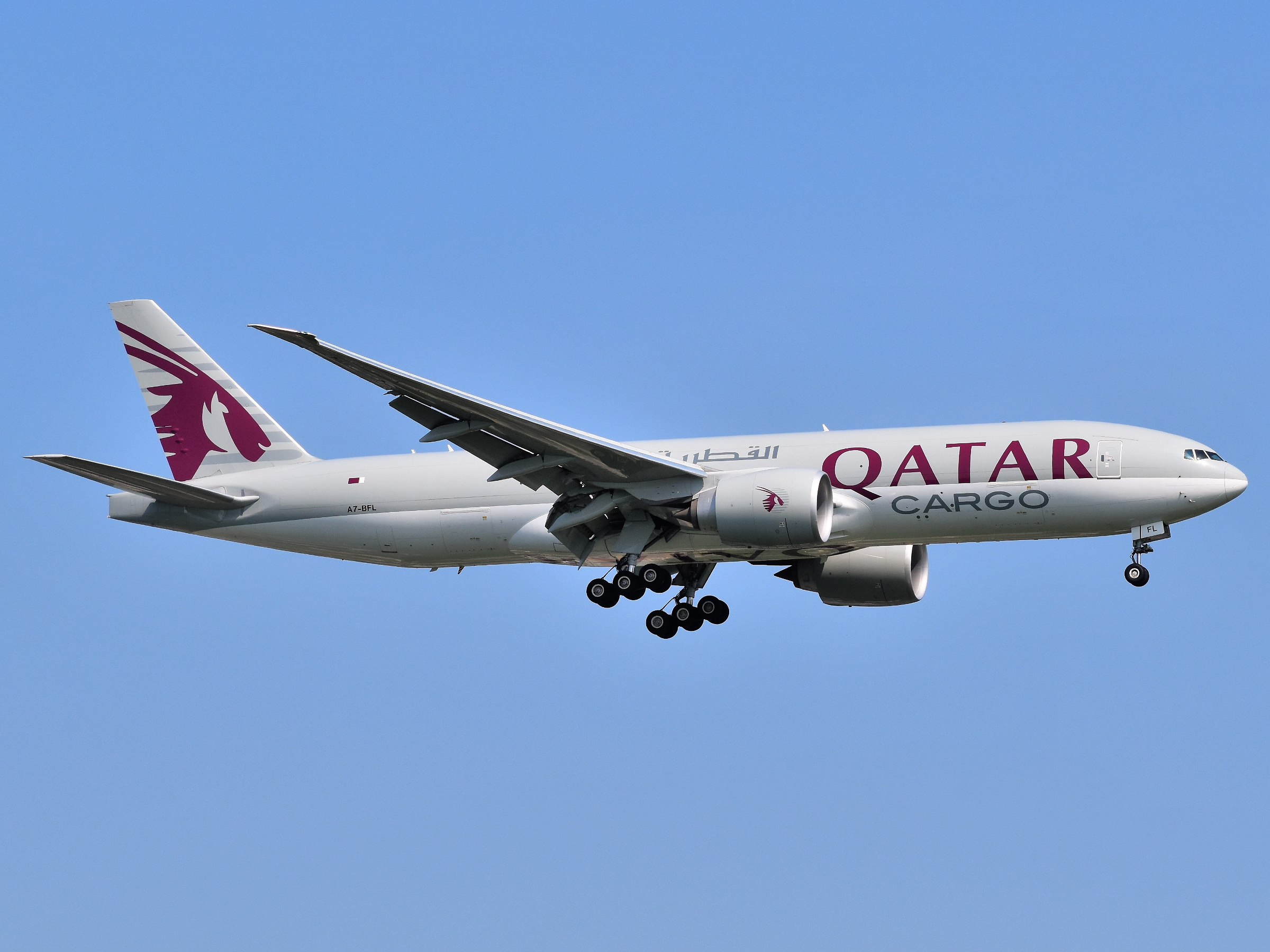
Boeing 777 Freighter
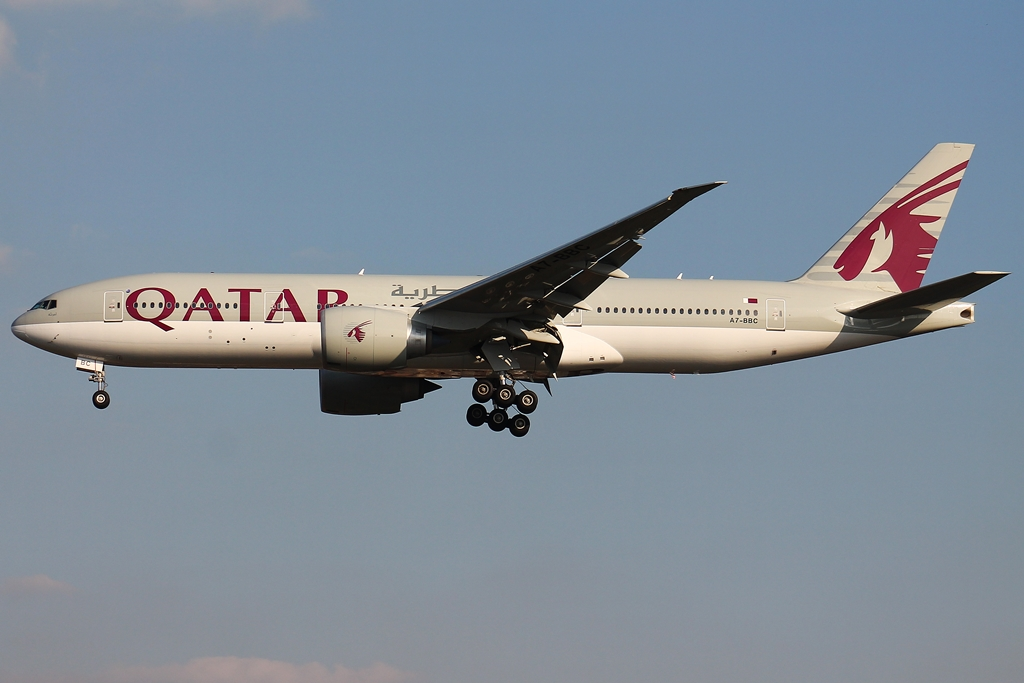
Boeing 777-200LR
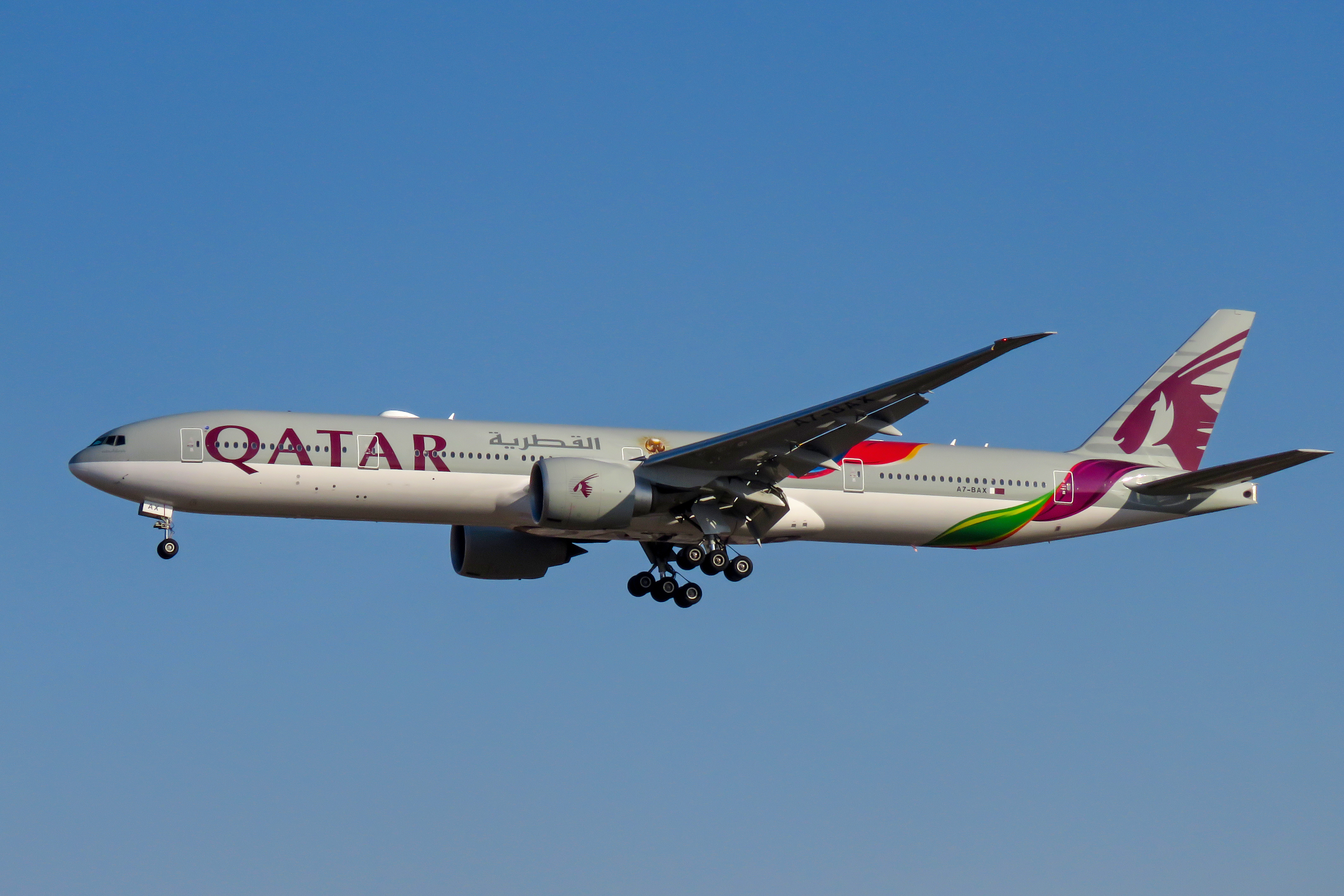
Boeing 777-300ER
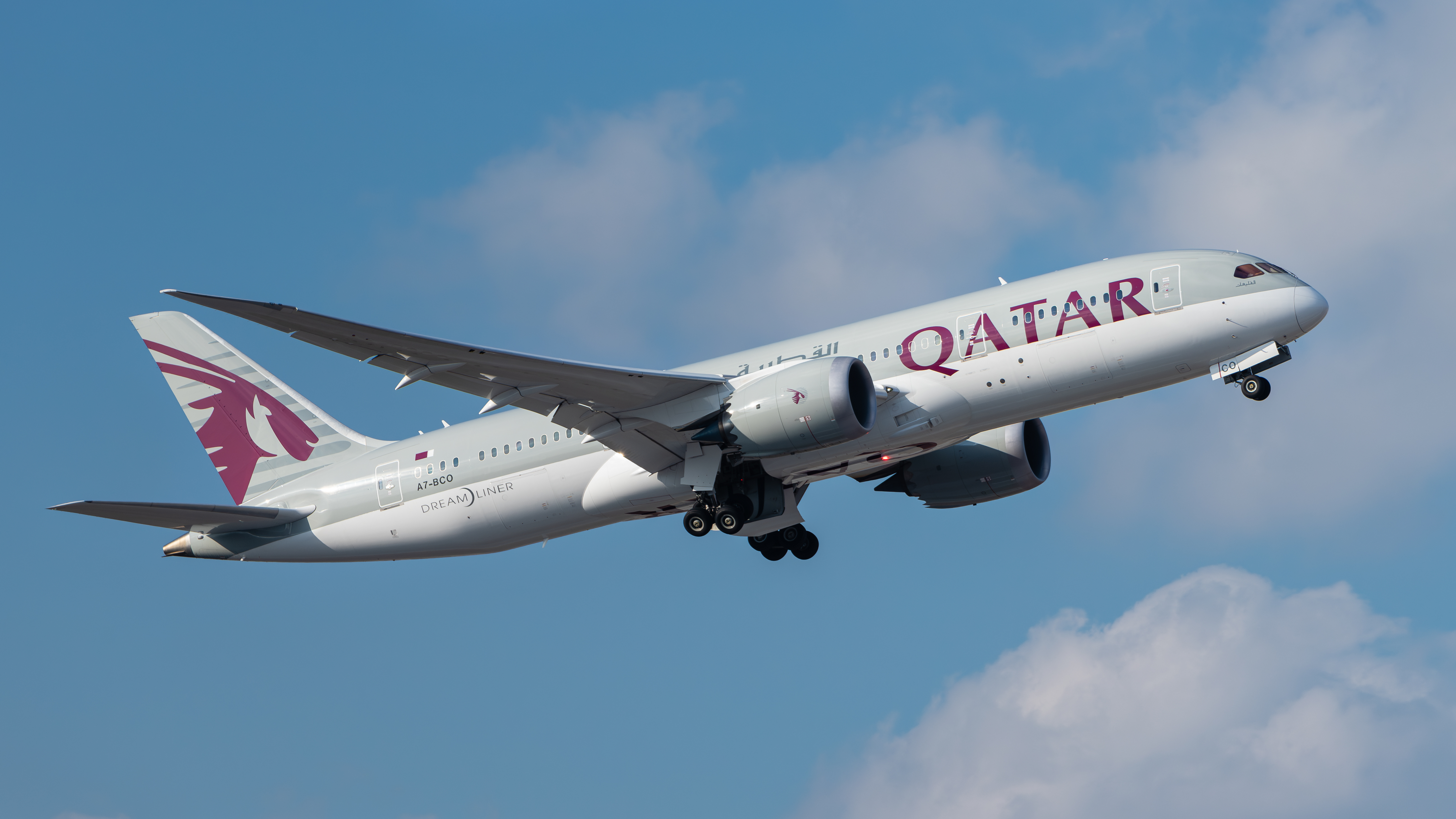
Boeing 787-8
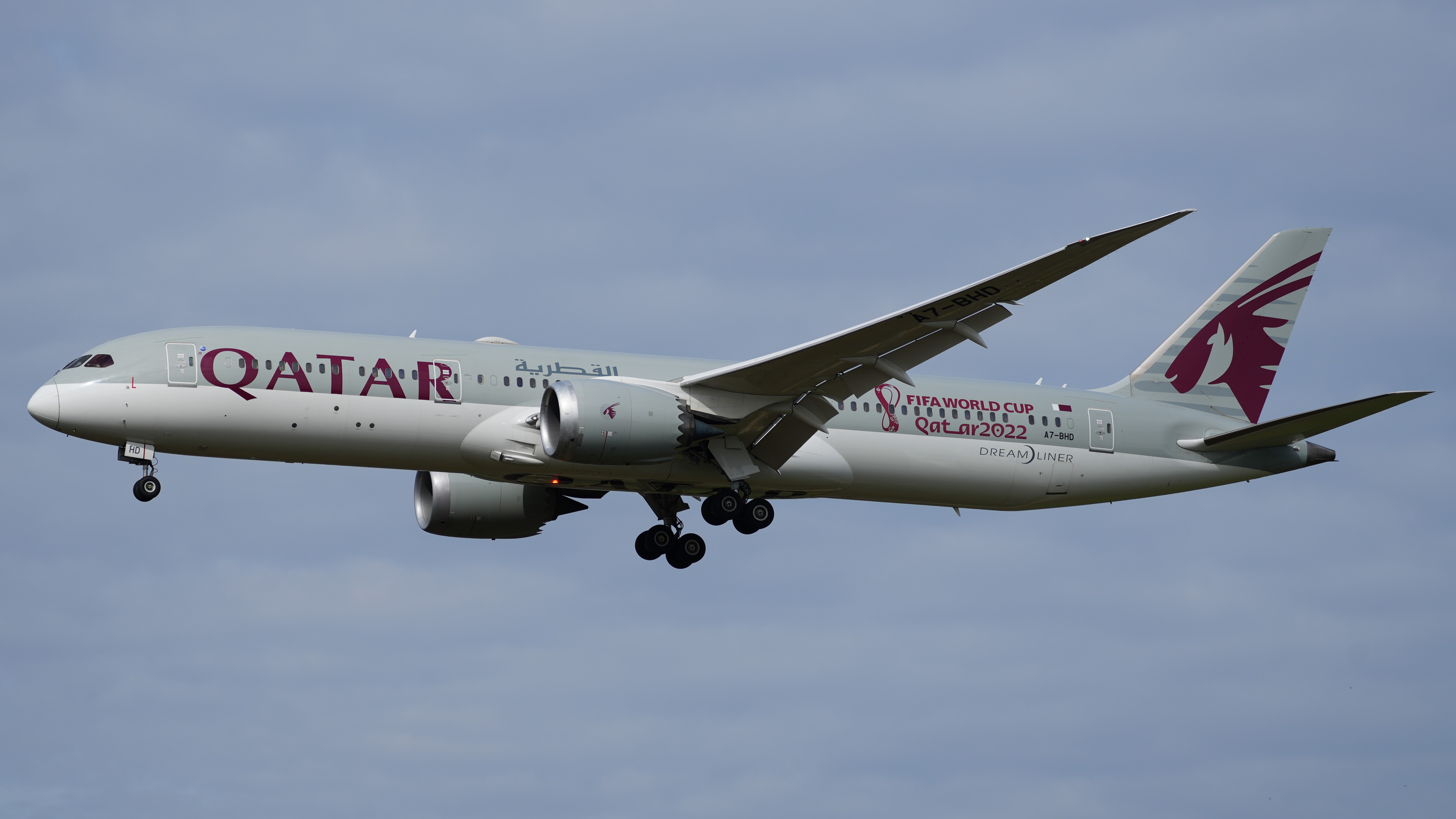
Boeing 787-9